# Vodenitjane
Vodenitjane (bulgariska: Воденичане) är ett distrikt i Bulgarien.   Det ligger i kommunen Obsjtina Straldzja och regionen Jambol, i den östra delen av landet, 280 km öster om huvudstaden Sofia.
Trakten runt Vodenitjane består till största delen av jordbruksmark. Runt Vodenitjane är det ganska glesbefolkat, med 22 invånare per kvadratkilometer.